# 코파 아메리카 데 풋살
코파 아메리카 데 풋살(Copa América de Futsal)은 남미 축구 연맹(CONMEBOL)이 주관하는 풋살 국가대표팀 간의 국가대항전이다. 1992년부터 2000년까지 CONMEBOL 풋살 선수권 대회(CONMEBOL Futsal Championship)라는 이름으로 개최되었으며 2003년에 지금과 같은 이름으로 바뀌었다.

## 역대 대회
| 1992년 자세히 | 브라질     | 브라질     |     | 아르헨티나 | 파라과이   |     | 에콰도르   |
| 1995년 자세히 | 브라질     | 브라질     |     | 아르헨티나 | 우루과이   |     | 파라과이   |
| 1996년 자세히 | 브라질     | 브라질     | 8–1 | 우루과이   | 아르헨티나 | 2–1 | 파라과이   |
| 1997년 자세히 | 브라질     | 브라질     | 6–0 | 아르헨티나 | 파라과이   |     | 우루과이   |
| 1998년 자세히 | 브라질     | 브라질     | 9–1 | 파라과이   | 우루과이   |     | 아르헨티나 |
| 1999년 자세히 | 브라질     | 브라질     | 9–4 | 파라과이   | 아르헨티나 |     | 우루과이   |
| 2000년 자세히 | 브라질     | 브라질     | 6–0 | 아르헨티나 | 우루과이   | 4–2 | 볼리비아   |
| 2003년 자세히 | 파라과이   | 아르헨티나 | 1–0 | 브라질     | 파라과이   | 9–4 | 페루       |
| 2008년 자세히 | 우루과이   | 브라질     | 6–2 | 우루과이   | 아르헨티나 | 3–2 | 파라과이   |
| 2011년 자세히 | 아르헨티나 | 브라질     | 5–1 | 아르헨티나 | 파라과이   | 3–1 | 콜롬비아   |
| 2015년 자세히 | 에콰도르   | 아르헨티나 | 4–1 | 파라과이   | 브라질     | 5–1 | 콜롬비아   |
| 2017년 자세히 | 아르헨티나 | 브라질     | 4–2 | 아르헨티나 | 파라과이   | 4–3 | 우루과이   |
| 2022년 자세히 | 파라과이   | 아르헨티나 | 1–0 | 파라과이   | 브라질     | 3–0 | 콜롬비아   |
| 2024년 자세히 | 파라과이   | 브라질     | 2–0 | 아르헨티나 | 베네수엘라 | 4–1 | 파라과이   |

## 같이 보기
- AMF 풋살 월드컵